# Topobates umbraili
Topobates umbraili är en kvalsterart som först beskrevs av Schweizer 1956.  Topobates umbraili ingår i släktet Topobates och familjen Scheloribatidae. Inga underarter finns listade i Catalogue of Life.